# Jantien Mook

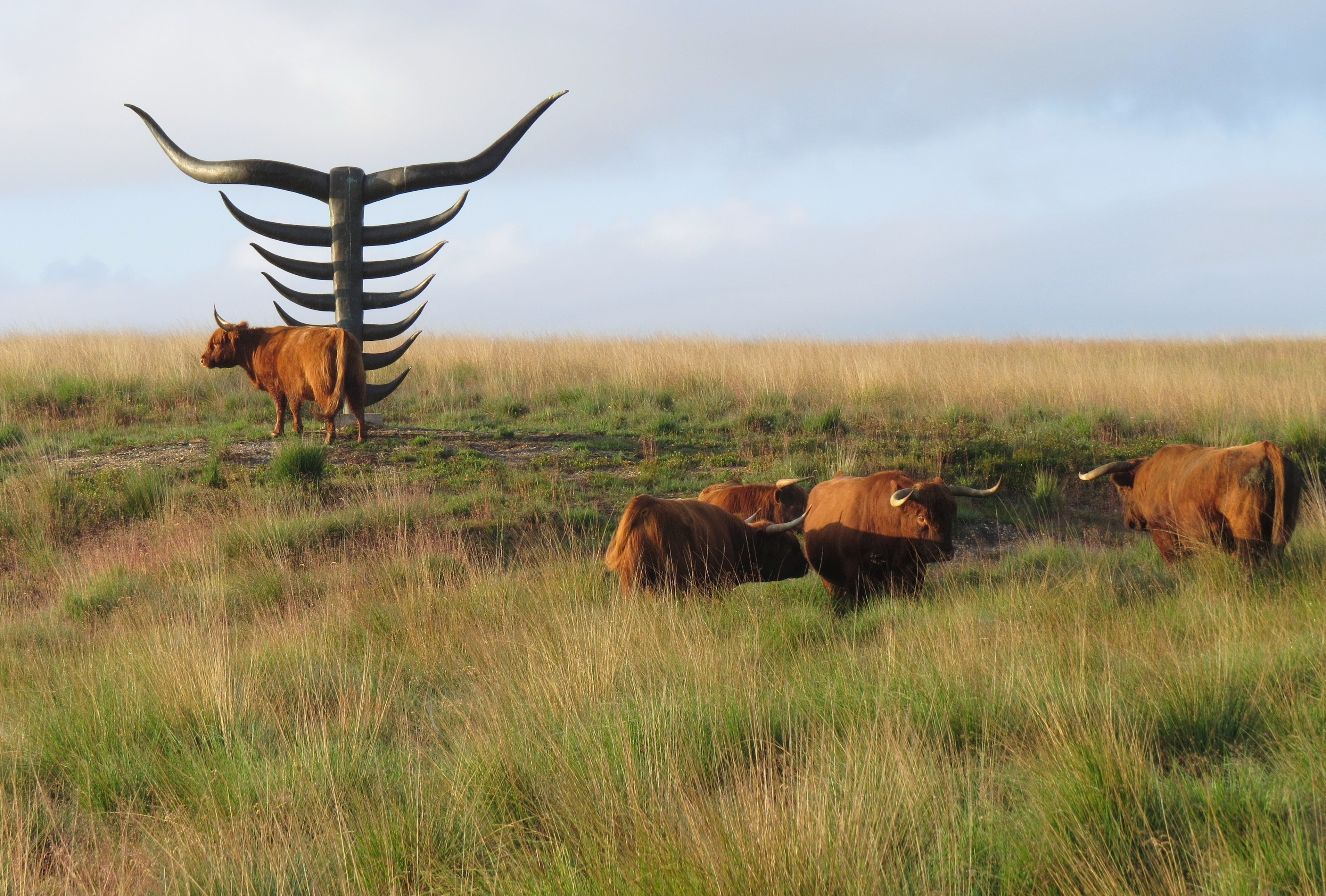
Highlander Nationaal Park Veluwezoom Rheden

Jantien Mook (1976) is een Nederlands beeldend kunstenaar. Een belangrijk thema in haar werk is de schoonheid en de vitaliteit van de natuur. Mook wordt geïnspireerd door structuren, ritmes en patronen in de natuur.

## Werk
Tweedimensionaal werk
Het vroege werk van Mook bestaat uit inkttekeningen, veelal zwart-wit, met concentrische en organische vormen. Daarnaast heeft ze in 2016 het prentenboek Ode aan de wildernis uitgegeven bij KNNV Uitgeverij.
Driedimensionaal werk
Mook heeft drie grote beelden gemaakt: Highlander, The Weeping Elephant en Ode aan het Varken.
Highlander is een bronzen sculptuur. Het staat sinds maart 2013 in natuurgebied de Veluwezoom in Rheden. Het beeld is op 30 maart 2013 onthuld door Jan Mulder in samenwerking met Natuurmonumenten.
The Weeping Elephant is een rondreizende sculptuur van een olifant. Het beeld is 5 x 6 meter en is gemaakt van beuk en cortenstalen cirkels. Sinds 2017 is het beeld geëxposeerd geweest in parken en op pleinen van o.a. Amsterdam, Bremen, Brussel, Castricum, Hamburg en Rotterdam.
Ook Ode aan het Varken (4m x 4m x7m) is een rondreizend kunstwerk. Het is een beeld van een varken dat naar vrijheid springt. Sinds de onthulling in november 2018 reist het beeld rond in met name Nederland en België om aandacht te vragen voor de leefsituatie van varkens.

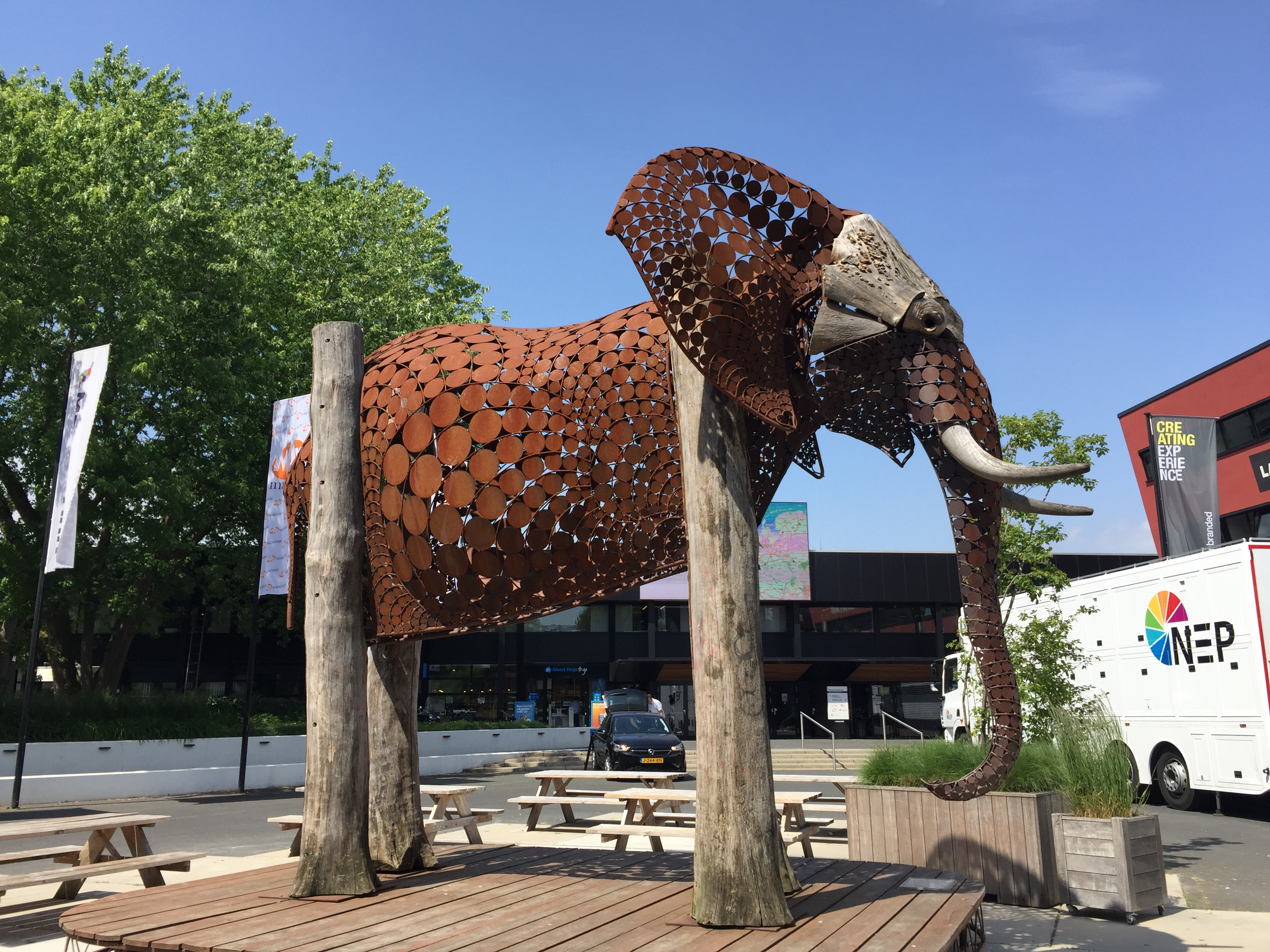
Huilende olifant (Hilversum, 2021)
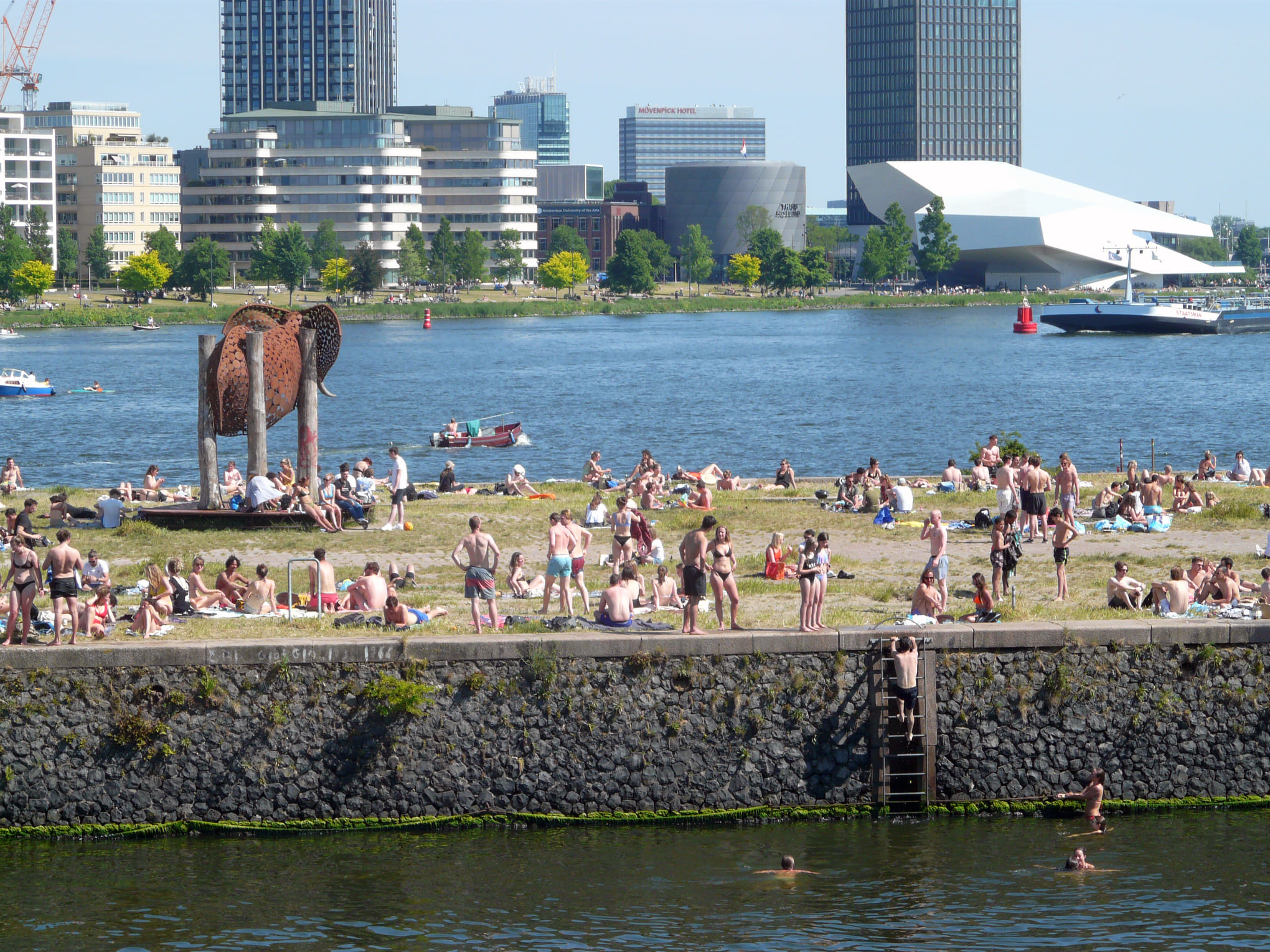
The Weeping Elephant (Stenen Hoofd Amsterdam, 2020)
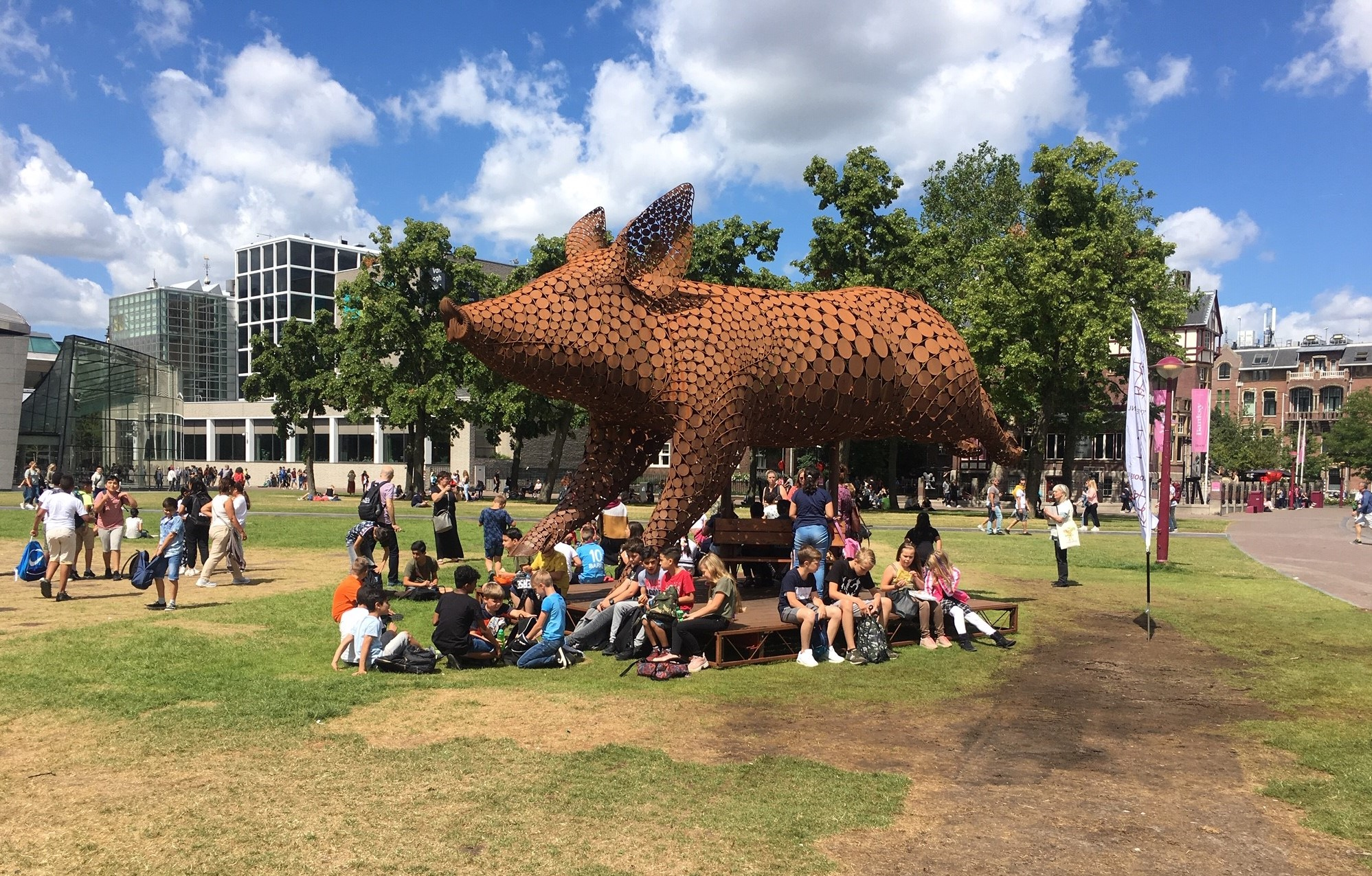
Ode aan het Varken (Museumplein Amsterdam, juli 2019)